# Gratiola pedunculata
Gratiola pedunculata là một loài thực vật có hoa trong họ Mã đề. Loài này được R.Br. mô tả khoa học đầu tiên năm 1810.